# Al Noor-moskee (Sharjah)
De Al Noor-moskee is een moskee in de stad Sharjah, in de Verenigde Arabische Emiraten, gelegen aan de Khaled-lagune aan de Buhaira Corniche. Het is van Turks-Ottomaans ontwerp en werd beïnvloed door de Sultan Ahmetmoskee in Istanbul.
In 2014 vestigde de moskee een Guinness Book of Records voor de "grootste houten liefdadigheidskist ter wereld" voor hun Ramadan-donatiecampagne.